# Paresia

Niño afectado de konzo, que le provoca una paraparesia espástica con dificultades para caminar. También muestra la neurona motora superior, presunto lugar del daño neurológico.

La paresia (del griego πάρεσις páresis 'debilitación') es, en medicina, la ausencia parcial de movimiento voluntario, la parálisis parcial o suave, descrito generalmente como debilidad del músculo. Es un síntoma común de la esclerosis múltiple y de otras enfermedades del sistema nervioso central.
Aunque la esclerosis múltiple es una enfermedad del sistema nervioso central y no de los músculos, las lesiones a lo largo de los caminos de los nervios motores dan lugar a la debilidad eficaz del músculo.
La carencia del uso de músculos en un periodo extendido conduce a menudo a una atrofia muscular. La fisioterapia y el ejercicio apropiado pueden ayudar a protegerse contra esto.
La paresia no se debe confundir con la ataxia que es la inhabilidad de coordinar correctamente los músculos, aunque ambas pueden afectar el caminar y otras actividades. La paresia es causada por el daño a los caminos del nervio motor mientras que la ataxia es causada por problemas en la coordinación de señales sensoriales con señales motoras.

## Clasificación
La paresia en un solo miembro, ya sea inferior o superior, se conoce como monoparesia. En ambos miembros inferiores como paraparesia, en la mitad del cuerpo (derecha o izquierda) como hemiparesia, y como tetraparesia cuando afecta los cuatro miembros. La paresia se puede compensar a menudo con frenos apropiados, bastones, caminadores, scooters, sillas de ruedas u otros dispositivos de asistencia.

## Etiología
La paresia puede ser causada por lesiones cerebelosas, espinales o de la raíz cerebral que dan lugar a una pérdida de fuerza muscular durante la contracción voluntaria del músculo o al llevar a cabo una mala postura.